# Seis Naciones M20 2018
El Seis Naciones M20 de 2018 fue la décima primera edición del torneo de rugby para menores de 20 años. Francia consiguió el título por tercera vez.

## Equipos participantes
- Selección juvenil de rugby de Escocia (Escocia M20)
- Selección juvenil de rugby de Francia (Francia M20)
- Selección juvenil de rugby de Gales (Gales M20)
- Selección juvenil de rugby de Inglaterra (Inglaterra M20)
- Selección juvenil de rugby de Irlanda (Irlanda M20)
- Selección juvenil de rugby de Italia (Italia M20)

## Posiciones
| Pos. | Equipo     | Encuentros | Encuentros | Encuentros | Encuentros | Tantos  | Tantos    | Tantos     | Puntos Bonus | Puntos Totales |
| Pos. | Equipo     | jugados    | ganados    | empatados  | perdidos   | a favor | en contra | diferencia | Puntos Bonus | Puntos Totales |
| ---- | ---------- | ---------- | ---------- | ---------- | ---------- | ------- | --------- | ---------- | ------------ | -------------- |
| 1    | Francia    | 5          | 4          | 0          | 1          | 211     | 80        | + 131      | 4            | 20             |
| 2    | Inglaterra | 5          | 4          | 0          | 1          | 151     | 74        | + 77       | 4            | 20             |
| 3    | Irlanda    | 5          | 2          | 0          | 3          | 145     | 182       | - 37       | 4            | 12             |
| 4    | Italia     | 5          | 2          | 0          | 3          | 126     | 181       | - 55       | 3            | 11             |
| 5    | Gales      | 5          | 2          | 0          | 3          | 99      | 120       | - 21       | 2            | 10             |
| 6    | Escocia    | 5          | 1          | 0          | 4          | 102     | 197       | - 95       | 3            | 7              |

Fuente: WorldRugby.com Archivado el 17 de marzo de 2018 en Wayback Machine.

Nota: Se otorgan 4 puntos al equipo que gane un partido, 2 al que empate y 0 al que pierda
Puntos Bonus: 1 punto por convertir 4 tries o más en un partido y 1 al equipo que pierda por no más de 7 tantos de diferencia
3 puntos extras si un equipo logra el Gran Slam

## Resultados

### Primera fecha
| 2 de febrero | Italia | 17 - 27 | Inglaterra |  |  |
|              |        | Reporte |            |  |  |

| 2 de febrero | Gales | 36 - 3  | Escocia |  |  |
|              |       | Reporte |         |  |  |

| 2 de febrero | Francia | 34 - 24 | Irlanda |  |  |
|              |         | Reporte |         |  |  |

### Segunda fecha
| 9 de febrero | Irlanda | 38 - 34 | Italia |  |  |
|              |         | Reporte |        |  |  |

| 9 de febrero | Inglaterra | 37 - 12 | Gales |  |  |
|              |            | Reporte |       |  |  |

| 9 de febrero | Escocia | 19 - 69 | Francia |  |  |
|              |         | Reporte |         |  |  |

### Tercera fecha
| 23 de febrero | Francia | 78 - 12 | Italia |  |  |
|               |         | Reporte |        |  |  |

| 23 de febrero | Irlanda | 38 - 41 | Gales |  |  |
|               |         | Reporte |       |  |  |

| 23 de febrero | Escocia | 24 - 17 | Inglaterra |  |  |
|               |         | Reporte |            |  |  |

### Cuarta fecha
| 9 de marzo | Gales | 7 - 18  | Italia |  |  |
|            |       | Reporte |        |  |  |

| 9 de marzo | Irlanda | 30 - 25 | Escocia |  |  |
|            |         | Reporte |         |  |  |

| 9 de marzo | Francia | 6 - 22  | Inglaterra |  |  |
|            |         | Reporte |            |  |  |

### Quinta fecha
| 16 de marzo | Italia | 45 - 31 | Escocia |  |  |
|             |        | Reporte |         |  |  |

| 16 de marzo | Inglaterra | 48 - 15 | Irlanda |  |  |
|             |            | Reporte |         |  |  |

| 16 de marzo | Gales | 3 - 24  | Francia |  |  |
|             |       | Reporte |         |  |  |

| Bandera de Francia |
| Campeón Francia    |
| Tercer título      |